# روبرت س. هيليارد (محامي)
روبرت C. هيليارد هو الحق المدني الأمريكي وإصابة شخصية المحامي ملحوظ له حجة المحكمة العليا في الولايات المتحدة في هيرنانديز ضد ميسا تسعى إلى عقد وكيل حرس الحدود للمساءلة عن إطلاق النار عبر الحدود لمواطن مكسيكي ، سيرجيو هيرنانديز. كما تم تعيينه وشغل منصب المحامي الرئيسي في البلاد لضحايا الإصابات الشخصية في جنرال موتورز مفتاح الإشعال يتذكر التقاضي, واحدة من أكبر الدعاوى المدنية في تاريخ البلاد..

## حياة سابقة
نشأ هيليارد في نيوتن ، تكساس ، وهو أصغر ثلاثة أطفال. كان والده ، Delmar Shelley Hilliard ، طيارا مقاتلا من سلاح الجو دوغلاس إيه-1 سكاي رايدر الذي طار 175 مهمة في فيتنام ، وأصبح فيما بعد محامي مقاطعة نيوتن لمدة 25 عاما. والدته, بوبي كليفتون هيليارد, كان فنانا, مراسل صحيفة, ربة منزل, ومدير مكتب لمكتب القانون زوجها
التحق روبرت سي هيليارد بجامعة سانت إدوارد في أوستن ، تكساس ، حيث التحق بمنحة دراسية للتنس ، وتخرج بامتياز مع درجة البكالوريوس في الأدب الإنجليزي في عام 1980. أثناء وجوده في سانت إدواردز ، كان هيليارد رجل كرة قدم لمدة أربع سنوات في التنس ورياضي سانت إدوارد للعام 1979-1980. في عام 2016 ، حصل على جائزة الخريجين المتميزين من سانت إدوارد. ذهب لحضور كلية الحقوق بجامعة سانت ماري ، في سان أنطونيو ، تكساس ، وتخرج مع مرتبة الشرف في عام 1983..

## حياة مهنية
في عام 1986 ، أسس Hilliard مكتب محاماة Hilliard Muñoz Gonzales ، LLP ، في Corpus Christi ، تكساس. أصبحت الشركة Hilliard Martinez Gonzales ، LLP في 2017 عندما تقاعد الشريك المؤسس Jacobo Munoz ، وأصبح John Martinez شريكا إداريا.
في عام 2009 ، رفع هيليارد دعوى ضد وزارة تكساس لخدمات الشيخوخة والإعاقة (الآباء) لمسؤوليتهم في حوادث «نادي القتال» المزعومة في مدرسة كوربوس كريستي الحكومية. وقد تم اكتشاف أشرطة الفيديو الهاتف الخليوي الذي يصور موظفي المدارس الحكومية إجبار السكان المعاقين عقليا لمحاربة بعضها البعض 
في عام 2012 ، شارك Hilliard و Steve Shadowen في تأسيس Hilliard & Shadowen ، LLP ، في أوستن ، تكساس ، وهي شركة محاماة تشارك في قضايا مكافحة الاحتكار والحقوق المدنية.
في عام 2015 ، حصل على أمر من قاضي مقاطعة نيوتن يمنح أمرا تقييديا ضد شركة إيتنا للتأمين ، مما يمنع شركة التأمين من إنكار علاج السرطان المنقذ للحياة لموكله ، بوبي ألين بين..

### اختطاف ناشط في فندق رواندا
27 أغسطس 2020: تم نقل الناشط الإنساني والناشط بول روسيساباجينا ، الذي تم تصويره في الفيلم الذي رشح لجائزة الأوسكار فندق رواندا (2004) للممثل دون تشيدل ، إلى وطنه رواندا ووجهت إليه تهمة الإرهاب والقتل والجرائم الأخرى. بعد محاولة اغتيال عام 1996 ، عاش Rusesabagina في المنفى في ولاية تكساس. وفقا لتقرير نيويورك تايمز ، وافق روسيساباجينا على السفر إلى بوجمبورا ، بوروندي ، حيث دعاه قس مسيحي للتحدث إلى الكنائس المحلية. سافر على متن رحلة طيران الإمارات من شيكاغو إلى دبي. في وقت لاحق من نفس الليلة ، استقل طائرة بومباردييه تشالنجر 605 الخاصة من شركة الميثاق اليونانية GainJet التي هبطت في العاصمة الرواندية كيغالي.
بالشراكة مع عائلة Rusesabagina وجماعات حقوق الإنسان الدولية ، وافقت شركة Hilliard على الانضمام إلى الفريق القانوني للسيد Rusesabagina. في 14 ديسمبر 2020 ، تم رفع دعوى قضائية ضد GainJet في محكمة المقاطعة الأمريكية للمنطقة الغربية من تكساس ، زاعما أن Rusesabagina تم اختطافه بشكل خاطئ ونقل جوا إلى رواندا دون اتباع الإجراءات القانونية الواجبة لمواجهة اتهامات بالإرهاب المزعوم. وقد أدان روسيساباجينا ، وهو ناقد صريح للحكومة الرواندية ، قيادة الرئيس كاغامي وانتهاكات حقوق الإنسان في أعقاب الإبادة الجماعية والحرب الأهلية الرواندية.

### دعاوى السيارات
وفي عام 2010 ، مثل هيليارد كوا فونغ لي ، وهو مهاجر من الهمونغ ، وجد أنه أدين خطأ بجريمة قتل المركبات بعد تورطه في حادث. وقد شهدت سيارة تويوتا كامري ، التي تم التذكير بها الآن ، تسارعا مفاجئا غير مقصود وتسببت في وفاة أو إصابة خمسة أشخاص في يونيو 2006. Koua, after serving 2.5 years of an 8-year sentence, was released after the end of a week-long hearing. لعمله في تأكيد براءة Koua ، حصل Hilliard على جائزة Never Forgotten من مشروع Innocence Of Minnesota (IPMN) في عام 2010.
في 15 أغسطس 2014 ، تم تعيين هيليارد من قبل القاضي الفيدرالي جيسي فورمان من المنطقة الجنوبية من نيويورك كمستشار مشارك في دعوى تبديل الإشعال الوطنية جنرال موتورز (GM). ومثلت هيليارد 326 عميلا لديهم مطالبات بالمسؤولية ، منها 53 عميلا متورطون في وفاة. في 2 مايو 2014 ، شارك في جلسة مناقشة مع كينيث فاينبرغ الذي مثل جنرال موتورز. في 30 يونيو 2014 ، أعلن فاينبرغ خطة لتعويض ضحايا العيب.
في عام 2014 ، دافعت هيليارد عن امرأة أدينت سابقا في وفاة صديقها في حادث له علاقات بمفتاح الإشعال في جنرال موتورز. في أغسطس 2015 ، ألغى الإدانة الجنائية لامرأة أخرى متورطة في حادث تبديل الإشعال..
في نوفمبر 2015 ، تم الاحتفاظ Hilliard من قبل مقاطعتي Bexar وNueces في تكساس ، كجزء من فريق لتقديم إجراءات الإنفاذ البيئي ضد فولكس واجن فيما يتعلق بانتهاكات وكالة حماية البيئة.  

### هيرنانديز vs. ميسا

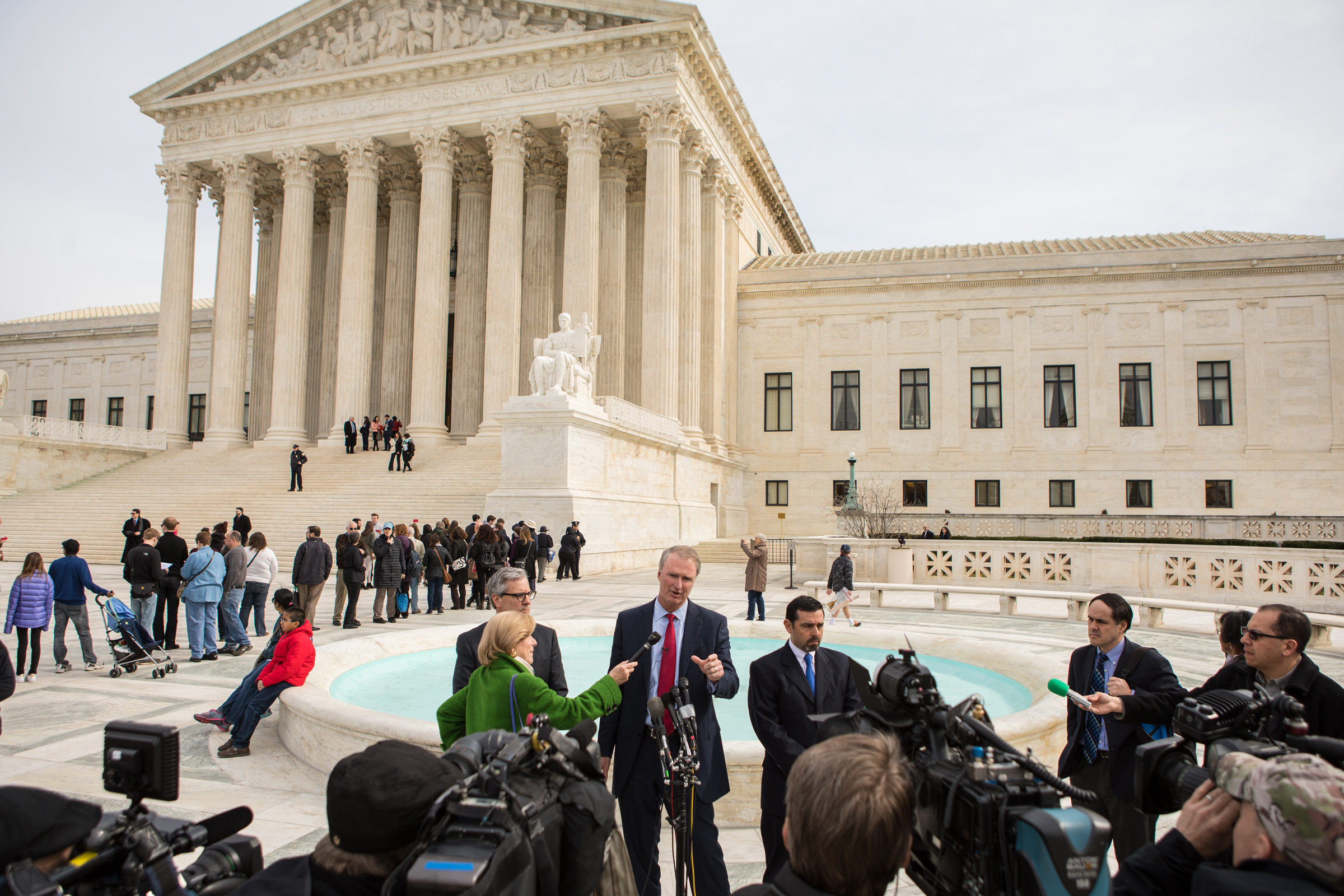
هيليارد يتحدث إلى المراسلين خارج المحكمة العليا

مثل هيليارد عائلة سيرجيو هيرنانديز ، وهو مواطن مكسيكي غير مسلح يبلغ من العمر 15 عاما تم إطلاق النار عليه وقتله من قبل عميل حرس الحدود الأمريكي في عام 2010. كان هيرنانديز يقف على الأراضي المكسيكية عندما أطلق عليه الرصاص. كما مثل هيليارد عائلة غييرمو أريفالو بيدرازا ، الذي قتل في ظروف مماثلة على يد عميل آخر في حرس الحدود الأمريكي. وأثارت هذه القضايا مواجهة بين الرئيس المكسيكي السابق فيليبي كالديرون ووزيرة الخارجية الأمريكية السابقة هيلاري كلينتون .
وكان قاض اتحادي قد رفض في البداية قضية عائلة هيرنانديز. ومع ذلك ، تم إلغاء هذا القرار من قبل لجنة من القضاة في الدائرة الخامسة ، مما يسمح للمواطن المكسيكي ، الذي يقف في المكسيك ، بامتلاك الحقوق الدستورية للتعديل الرابع التي تسمح له بمقاضاة عميل دوريات الحدود الأمريكية بسبب الاستخدام المفرط للقوة عبر الحدود الأمريكية. منحت الدائرة الخامسة إعادة الاستماع إلى قرار الفريق. عقدت المرافعات الشفوية في 21 يناير 2015 ، وقررت المحكمة إلغاء قرار الفريق 
في أكتوبر 11 ، 2016 ، منحت المحكمة العليا للولايات المتحدة عريضة هيليارد للحصول على أمر من certiorari لتحديد ما إذا كان المواطن المكسيكي الذي يقف في المكسيك لديه حماية ضد إطلاق النار بشكل خاطئ من قبل عميل حرس الحدود الذي يقف في الولايات المتحدة. قدم هيليارد مرافعات شفوية إلى المحكمة نيابة عن عائلة هيرنانديز في 21 فبراير 2017. ألغت المحكمة العليا الأمريكية قرار الدائرة الخامسة وأعادت القضية.
في 28 مايو 2019 ، منحت المحكمة العليا للولايات المتحدة عريضة هيليارد الثانية للحصول على أمر من certiorari. في 25 فبراير 2020 ، حكمت المحكمة ضد هيرنانديز وخلصت إلى أن سابقة Bivens لم تمتد إلى عمليات إطلاق النار عبر الحدود وأنه من مسؤولية كونغرس الولايات المتحدة إيجاد حل لهذا النوع من القضايا في المستقبل.

### دوري البيسبول الرئيسي - شبكة الأمان
رفع هيليارد دعوى قضائية ضد دوري البيسبول الرئيسي يحث MLB على توسيع المعاوضة في ballparks. استشهدت الدعوى بالعديد من الإصابات في ballparks ولكن تم تقديمها قبل حادثة سبتمبر 2017 التي دفعت لاعبي MLB إلى المطالبة بزيادة الشبكة في الملاعب. من حادثة سبتمبر 2017 ، ذكر لاعب مينيسوتا توينز براين دوزير: «كل ملعب يحتاج إلى شباك. هذا كل شيء. لا يهمني وجهة نظر لعنة من مروحة أو ما. انها كل شيء عن السلامة. لا يزال لدي عقدة في معدتي. لا أعلم إن كنتم رأيتم ذلك ، لكن آمل أن يكون الطفل بخير. نحن بحاجة إلى الشباك. أو لا تضع الأطفال هناك.»لم يمض وقت طويل بعد أن قدم هيليارد بدلته الجماعية ، وافقت جميع فرق MLB على تثبيت شبكة موسعة لحماية المشجعين من الكرات والخفافيش التي تهرب من قبضة اللاعبين.

### دوري البيسبول الرئيسي - فضيحة الغش أستروس
رفع هيليارد دعوى قضائية ضد هيوستن أستروس في 2019 بسبب فضيحة سرقة اللافتات ، ونفت المحكمة أن محاولات أستروس للمطالبة بأن تكتيكاتهم يحق لها حماية التعديل الأول والفصل بموجب قوانين تكساس المختلفة. ردا على ذلك ، كتب هيليارد ، «باختصار ، يبدو أن موقف Astros هو:» حسنا ، لذلك قد ننحدر إلى الغش المتعمد فقط للفوز ببطولة عالمية ولقب ، لكننا لن ننحدر أبدا إلى استخدام الحجج القانونية العنصرية فقط للفوز بقضية ضد معجبينا. مثل (إي بي) وصف وايت لطبيعة تمبلتون الجرذ ، في شبكة شارلوت ، جرم سماوي ، تواجه طبيعتها المثبتة الخاصة ، والآن جعل حجة على حد سواء جوفاء وغير متناسقة. «لم يكن لدى الفئران أي أخلاق ، ولا ضمير ، ولا وازع ، ولا اعتبار ، ولا آداب ، ولا حليب من لطف القوارض ، ولا توافقات ، ولا شعور أعلى ، ولا صداقة ، ولا أي شيء.'E. B. White, Charlotte's Web, (1952).» 

### داني راي توماس اطلاق النار

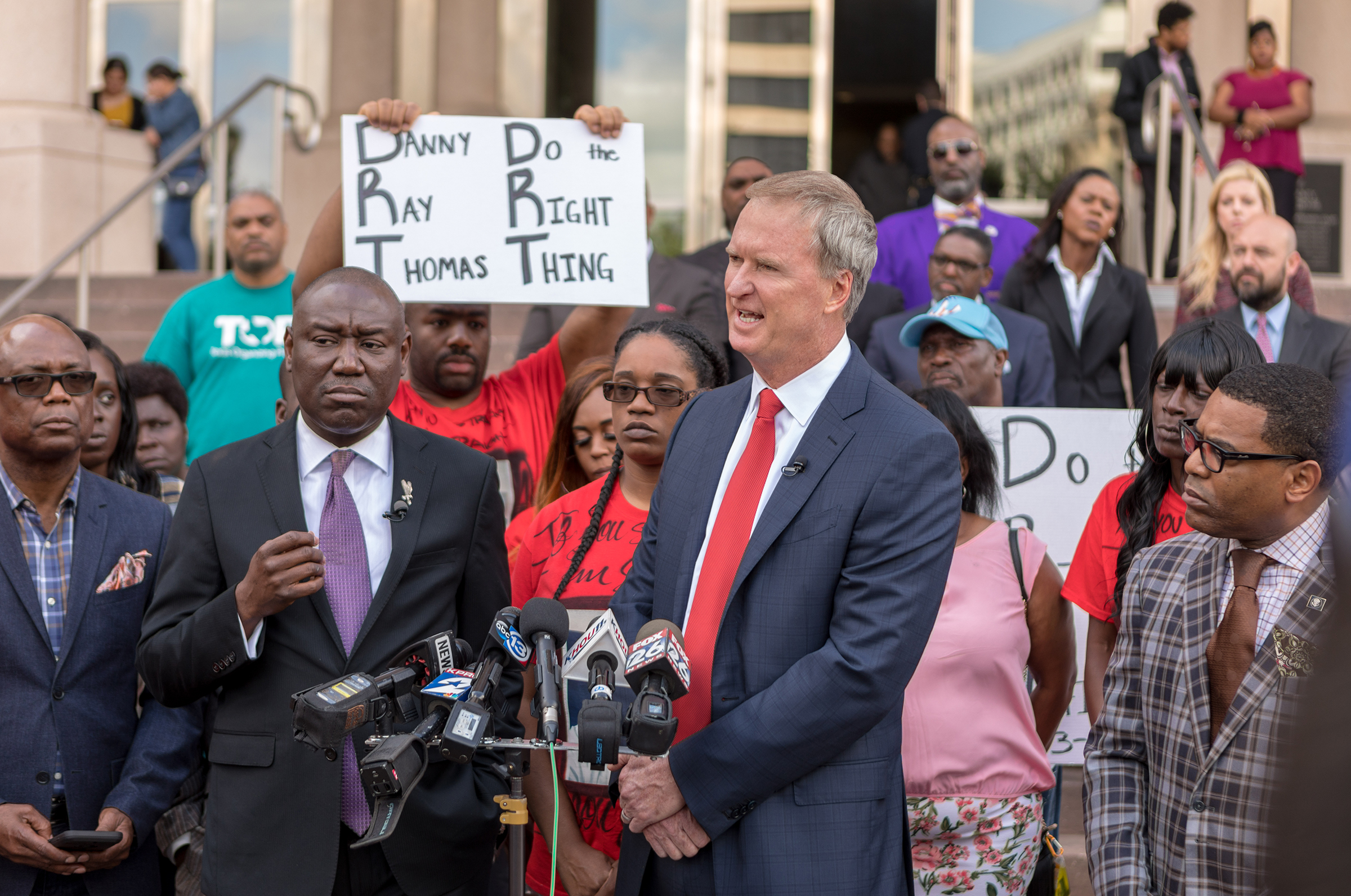
المحاميان بوب هيليارد وبن كرومب في مؤتمر داني راي توماس الصحفي في هيوستن ، تكساس

22 مارس 2018: تم إطلاق النار على داني راي توماس وقتله من قبل نائب مقاطعة هاريس كاميرون بروير خلال حادث في تقاطع هيوستن المزدحم. السيد توماس ، الذي كان لديه تاريخ من المرض العقلي وكان بوضوح في محنة ، كان غير مسلح ويمشي في التقاطع مع سرواله حول كاحليه. أطلق النائب النار عليه في صدره بعد لحظات فقط من وصوله إلى مكان الحادث..
12 أبريل 2018: انضم هيليارد إلى محامي الحقوق المدنية في فلوريدا بنيامين كرومب لرفع دعوى قضائية نيابة عن عائلة السيد توماس ، وعقد المحامي كاميرون بروير والمقاطعة المسؤولة عن القتل غير العمد. النائب السابق كان غير مذنب في 1 أغسطس 2019 وعاد بعد عام واحد.

### زيك أبشو الموت
24 مارس 2018: أثناء اللعب في Grand Rapids Drive ضد Long Island Nets ، انهار Zeke أبشو فجأة في الملعب في سكتة قلبية كاملة. نقل الفريق الطبي في موقع القيادة زيك إلى المستشفى حيث توفي بعد يومين ، دون استعادة الوعي..
نيابة عن والدة زيكي ، قدم جويل أبشو ، هيليارد ، ومحامي الحقوق المدنية في فلوريدا بن كرومب دعوى وفاة غير مشروعة. رفع Hilliard و Crump دعوى قانونية ضد الدوري الاميركي للمحترفين ، ديترويت بيستونز ، غراند رابيدز درايف ، و Deltaplex Arena حيث أقيمت اللعبة. تم التوصل إلى اتفاق في ديسمبر 2019 مع NBA و Pistons ، ولكن لم يتم الكشف عن أي تفاصيل.

### عيب فرامل هارلي ديفيدسون
ديسمبر 2016: جون الكسندر جيفورد كان يركب دراجة نارية هارلي ديفيدسون ليلة رود المنزل من العمل. عندما وضع على الفرامل, أنها عطل, مما تسبب له أن يفقد السيطرة على الدراجة, تحطم الأشجار على جانب الطريق, والحفاظ على الإصابات الخطيرة التي تتطلب عمليات جراحية مختلفة. نيابة عن جيفورد ، رفع هيليارد دعوى ضد هارلي ديفيدسون (HD) ، مشيرا إلى أن الشركة كانت تعرف عن عيب الفرامل قبل أشهر من وقوع الحادث. في عام 2018 ، أصدرت HD استدعاء لأكثر من 175 ، 000 دراجة نارية أمريكية مع عيب الفرامل 

### إصابة سكوتر GO Immotor
11 سبتمبر 2018: رفع هيليارد دعوى في المنطقة الجنوبية من نيويورك ضد Immotor GO ، نيابة عن فيكتور سان أندريس مدينا. أصيب السيد مدينا في يونيو 16 ، 2018 عندما أغلقت فرامل سكوتر Immotor GO وأرسلته فوق قضبان المقبض على الأرض. وقد طرقت فاقد الوعي وأدخل المستشفى لارتجاج في المخ, كسر اليد, خلع الفك, وتمزقات في وجهه, كتفه, والركبة. ترفع الدعوى دعوى ضد الشركة المصنعة للسكوتر بسبب الإهمال والتصميم المعيب والفشل في التحذير من المخاطر الكبيرة للسكوتر.. 

### رسالة إلى الرئيس دونالد ج.ترامب
2 نوفمبر 2018: بعث هيليارد وستيف شادوين برسالة إلى الرئيس ترامب ردا على خطابه في 1 نوفمبر الذي قال فيه الرئيس إنه سيأذن باستخدام القوة المميتة ضد رماة الصخور المزعومين على الحدود بين المكسيك والولايات المتحدة وأشارت الرسالة إلى أن وزارة العدل الأمريكية خلصت إلى أن المسؤولين التنفيذيين الأمريكيين الذين يستخدمون القوة المفرطة والقاتلة ضد رماة الصخور المزعومين يخضعون للملاحقة الجنائية بتهمة القتل. كما ينص على أنه ، بصفته منشئ ومروج السياسة ، سيكون الرئيس ترامب عرضة للمقاضاة بتهمة القتل بسبب الوفيات التي تنتج بشكل غير قانوني عن السياسة.

### دعوى جماعية ضد بوش
6 نوفمبر 2018: أضافت هيليارد مدعي فلوريدا إلى دعوى جماعية تمثل مالكي سيارات الديزل في تكساس. كان الإجراء القانوني ضد بوش ، وهي شركة ألمانية تصنع مضخة حقن الوقود CP4 المثبتة في شاحنات فورد وجنرال موتورز وجيب ودودج وعربات الدفع الرباعي التي تعمل بالديزل. يزعم أن مضخات الوقود فشلت ، وأرسلت شظايا معدنية إلى نظام الوقود والمحرك ، مما تسبب في أضرار واسعة النطاق. كانت فواتير إصلاح المدعين في المتوسط بين 8 8,000 و $15,000 ، مع بعضها يصل إلى $22,000. تم رفض مطالبات الضمان لأن وقود السيارة كان ملوثا بشظايا معدنية. وأكد المدعون أن مضخة الوقود الألمانية الصنع لم تكن مصممة لوقود الديزل النظيف منخفض الكبريت في الولايات المتحدة ، والذي يفتقر إلى صفات التشحيم وانخفاض محتوى الماء من الديزل الأوروبي. 

### دعوى قضائية جماعية ضد علوم جلعاد
1نوفمبر 17, 2018: رفعت هيليارد دعوى قضائية ضد جلعاد للعلوم, المؤتمر الوطني العراقي.، صانع tenofovir disoproxil fumarate (TDF). يوصف الدواء المضاد للفيروسات للوقاية قبل التعرض (PreP) لمنع المستخدم من الإصابة بفيروس نقص المناعة البشرية وأيضا لعلاج فيروس نقص المناعة البشرية. تم رفع دعوى جماعية نيابة عن الأشخاص الذين تناولوا الدواء وعانوا من تلف العظام و/أو تلف الكلى.
وذكرت الدعوى أن جلعاد كان على علم بالآثار الجانبية لـ TDF ، لكنه قلل أو حذف المعلومات حول هذه المخاطر. وذكرت أيضا أن جلعاد أعاق عمدا إطلاق دواء أكثر أمانا لفيروس نقص المناعة البشرية من أجل حماية براءة اختراعه على الدواء الأقل أمانا. في يوم الجمعة 10 مايو 2020 ، حكم قاضي المحكمة الجزئية الأمريكية جون س. تيغار بأن التقاضي قد يستمر.

### دعوى مدنية لمكافحة الاحتكار ضد علوم جلعاد
14 مايو 2019: تمثيل نشطاء الإيدز جريج غونسالفيس ، بريندا جودرو ، أندرو سبيلدينر ، بيتر ستالي ، روبرت فاسكيز ، وجيسون ووكر - جنبًا إلى جنب مع مستهلكين آخرين  - قدم هيليارد شكوى ضد الاحتكار في محكمة فيدرالية في سان فرانسيسكو ضد العديد من الشركات المصنعة الرائدة لعقاقير فيروس نقص المناعة البشرية في الولايات المتحدة  كانت شركة جلعاد للعلوم هي المدعى عليها الرئيسي ، مع تسمية شركة بريستول مايرز سكويب وجانسن (شركة تابعة لجونسون آند جونسون) أيضًا.
ووفقا للدعوى ، مزورة جلعاد صفقات لمنع الشركات المنافسة من إنتاج إصدارات عامة من الأدوية فيروس نقص المناعة البشرية ، في حين أن براءات الاختراع العلامة التجارية جلعاد على المكونات الرئيسية للحبوب قد انتهت. تطلبت هذه الاتفاقيات من الشركات الشريكة استخدام تينوفوفير الذي يحمل علامة جلعاد ، على الرغم من إمكانية الوصول إلى الإصدارات العامة. وفقا للدعوى القضائية ، يدفع المستهلكون الأفراد والخطط الصحية ما يزيد عن 30,000 دولار سنويا لعلاجات فيروس نقص المناعة البشرية ذات الاسم التجاري. 

## الإحسان
ففي عام 2011 ، أسس هيليارد شقيق جامعة سانت إدوارد إيميت ستروماير ، CSC و Paul J. Weber ' 80 Memorial Howed Scholarship تكريما للأخ إيميت ستروماير ، مدرب التنس ومعلمه والراحل بول J. Weber ، زميله وزميله في الفريق.
في أبريل 2017 ، تبرع Hilliard Martinez Gonzales بمبلغ 6,500 دولار إلى United Way Of The Coastal Bend لتمويل 1,000 حقيبة إمداد مدرسية للطلاب في منطقة مدرسة سان دييغو المستقلة في سان دييغو ، تكساس. في هذه المنطقة ، يتأهل غالبية الطلاب للحصول على وجبة غداء مجانية أو مخفضة. زوجة هيليارد, المحامي كاثرين هيليارد, نشأ في سان دييغو.
في مايو 2017 ، تبرعت Hilliard بمبلغ 1 مليون دولار لتجسيد أكاديمية Word في Corpus Christi ، تكساس لمبنى مونتيسوري الجديد الذي تبلغ مساحته 14,000 قدم مربع..
في سبتمبر 2018 ، أنشأت زوجة بوب هيليارد وأمينة جامعة سانت إدوارد ، كاثرين توبين هيليارد ، منحة بوب هيليارد 80 الممنوحة " لتكريم إنجازات بوب على قمة التل، والتي وفرت له الأساس للنجاح في حياته الشخصية والمهنية ، وللاحتفال بعيد ميلاده 60th يوم الخميس ، سبتمبر 6 ، 2018...…”

## روابط خارجية
- Profile at Hilliard Muñoz Gonzales, LLP